# Letycja (królowa Hiszpanii)
Letycja, hiszp. Doña Letizia, urodzona jako Letizia Ortiz Rocasolano, (ur. 15 września 1972 w Oviedo) – królowa Hiszpanii, żona króla hiszpańskiego Filipa VI Burbona.

## Życiorys
Jej rodzice to dziennikarz Jesus Jose Ortiz Alvarez (ur. 24 grudnia 1949) oraz pielęgniarka Marie de la Paloma Rocasolano Rodriguez (ur. 15 kwietnia 1952). Rodzice Letizii pobrali się 2 października 1971. Para rozwiodła się w 1999. Mieli trzy córki: Letizię, Telmę (ur. 25 października 1973) i Erikę (ur. 9 kwietnia 1975). Erika 7 lutego 2007 została znaleziona martwa w swoim mieszkaniu. Sekcja zwłok wykazała, że Erika popełniła samobójstwo. Pozostawiła siedmioletnią córkę. Erika cierpiała na depresję po rozpadzie związku z ojcem dziecka.
Letizia Ortiz ukończyła studia na Uniwersytecie Complutense w Madrycie. Wiele czasu spędziła w Meksyku, pracując w piśmie „Siglo 21”. Pracowała także dla czasopisma „La nueva España”, gazety „ABC”, agencji prasowej EFE i stacji telewizyjnych: Bloomberg TV, CNN+ i TVE. W czasie pracy w Meksyku poznała malarza Waldo Saavedrę, który kilkukrotnie malował jej portrety. W latach 2000–2001 była korespondentką w Waszyngtonie i Nowym Jorku, a w 2003 – w Iraku. W 2002 relacjonowała wypadek tankowca MT „Prestige” (katastrofa ekologiczna) u wybrzeży Galicji.
Pierwszym mężem Letizi Ortiz był jej nauczyciel literatury, Alonso Guerrero y Pérez. Po dziesięciu latach nieformalnego związku 7 sierpnia 1998 wzięli ślub cywilny. Para rozwiodła się w 1999.
1 listopada 2003 roku ogłoszono zaręczyny następcy tronu Hiszpanii, Felipe, księcia Asturii i Letizi Ortiz Rocasolano. Ślub odbył się 22 maja 2004 w Katedrze Santa Mariá la Real de la Almudena w Madrycie.
8 maja 2005 para oświadczyła, że w listopadzie spodziewa się narodzin swojego pierwszego dziecka. 31 października 2005 Letizia urodziła córkę – Eleonorę.
25 września 2006 pałac królewski poinformował – za pomocą SMS-a – że na początku maja 2007 Felipe i Letizia spodziewają się narodzin drugiego dziecka. 27 listopada oficjalnie ogłoszono, iż drugie dziecko książęcej pary również będzie dziewczynką. 29 kwietnia 2007 księżna urodziła córkę – infantkę Sofię.

### Królowa Hiszpanii
18 czerwca 2014 Jan Karol I Burbon podpisał akt abdykacji, zgodnie z którym przestał być królem Hiszpanii o północy. O tej godzinie Filip Burbon objął panowanie, a wraz z nim Letizia Ortiz jako królowa Hiszpanii – Doña Letizia.
Od wstąpienia męża na tron może korzystać z prawa występowania w białym stroju podczas audiencji u papieża, tzw. przywilej bieli.